# آمفیکوئلیاس
آمفیکوئلیاس (نام علمی: Amphicoelias) نام یک سرده از بالاخانواده دوتیرکی‌واران است. این حیوان غول‌پیکر بزرگترین دایناسور و بزرگترین جانوری بوده که پا بروی خشکی گذاشته است. طول این ابر غول پیکر ۶۰ متر و ارتفاع آن بین ۲۰ تا ۲۵ متر بوده است و وزن آن هم بین ۱۰۰ تا ۱۵۰ تن بوده است. این حیوان حداکثر ۵۰ تن سنگین تر از آرژانتیناسور بوده. آمفیکوئلیاس در حدود ۱۱۵ تا ۱۵۰ میلیون سال پیش در آمریکای شمالی می‌زیسته است.

## نگارخانه

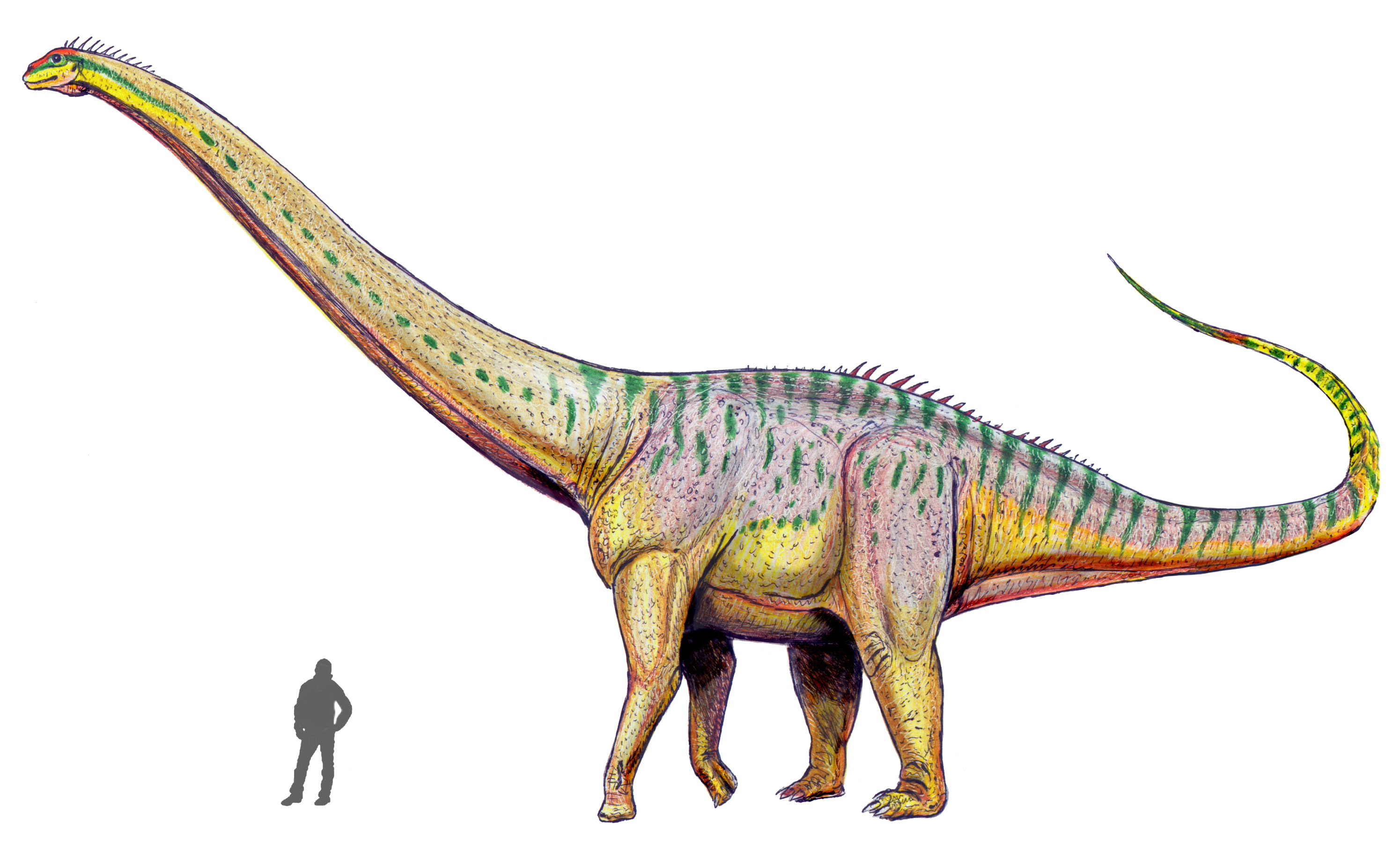
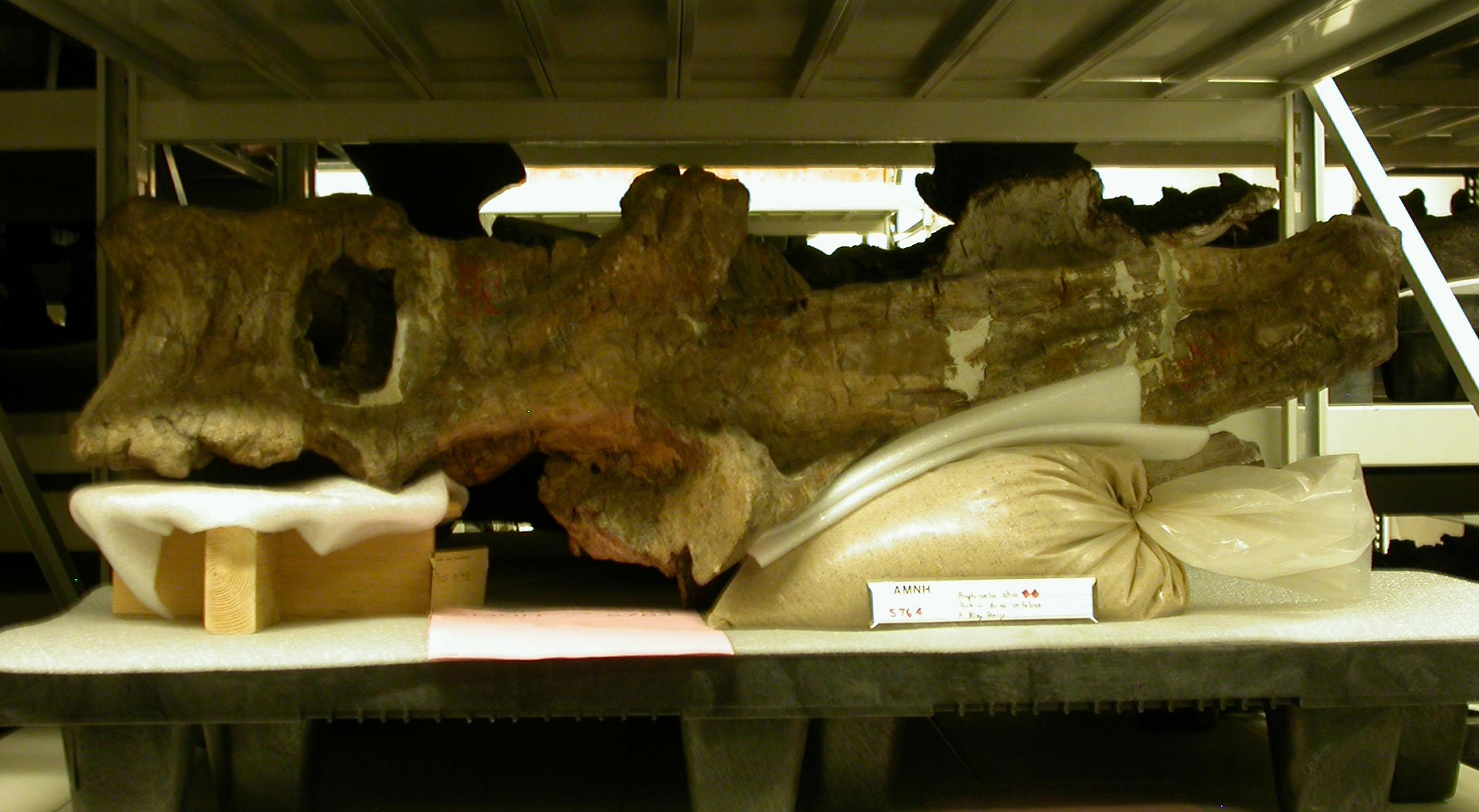
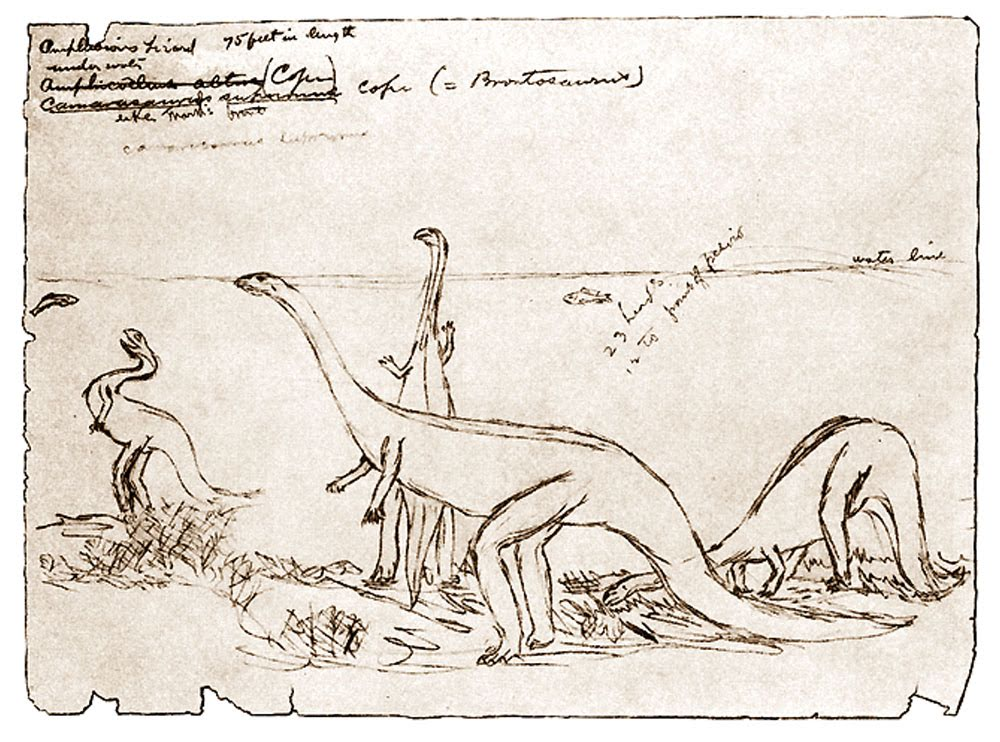
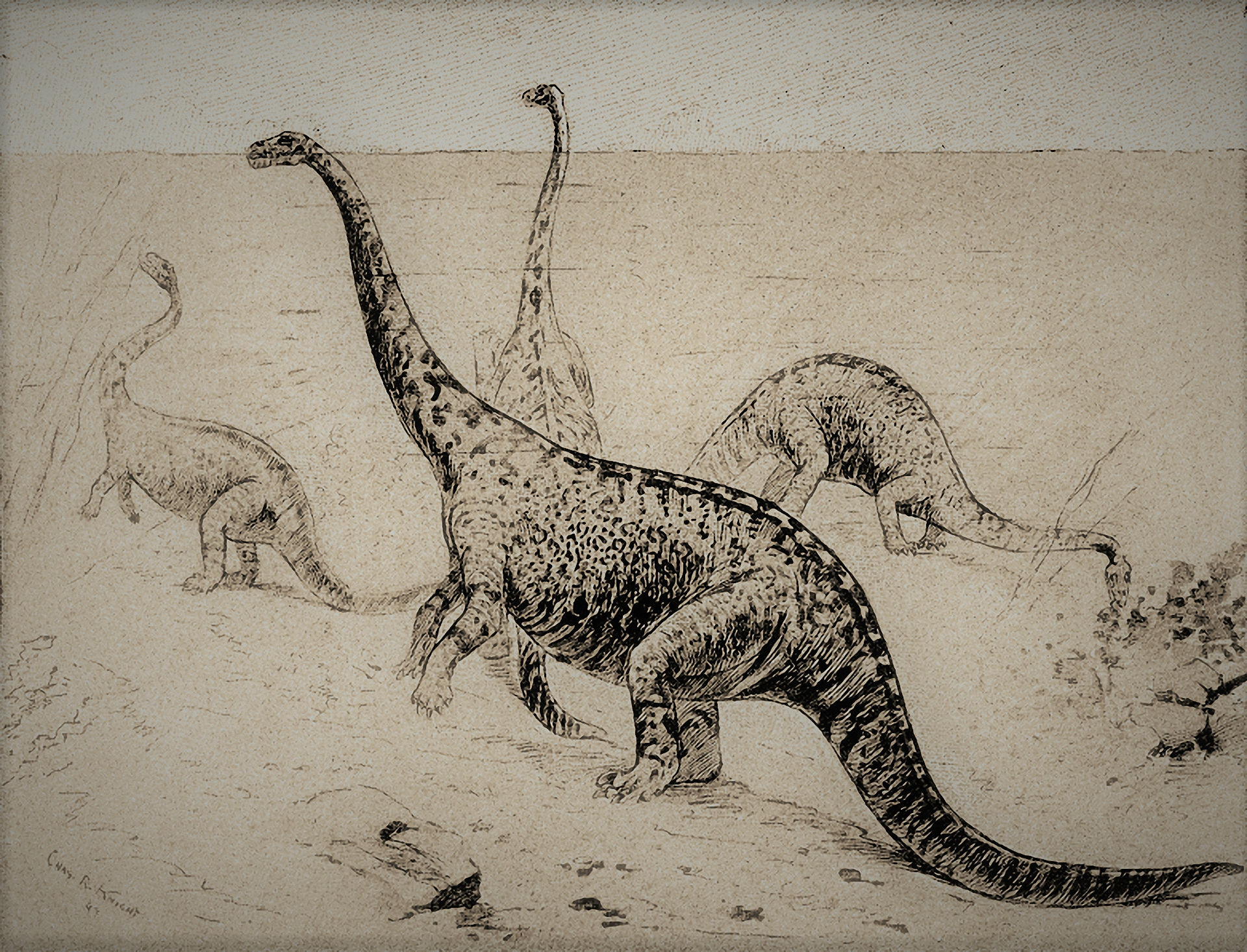
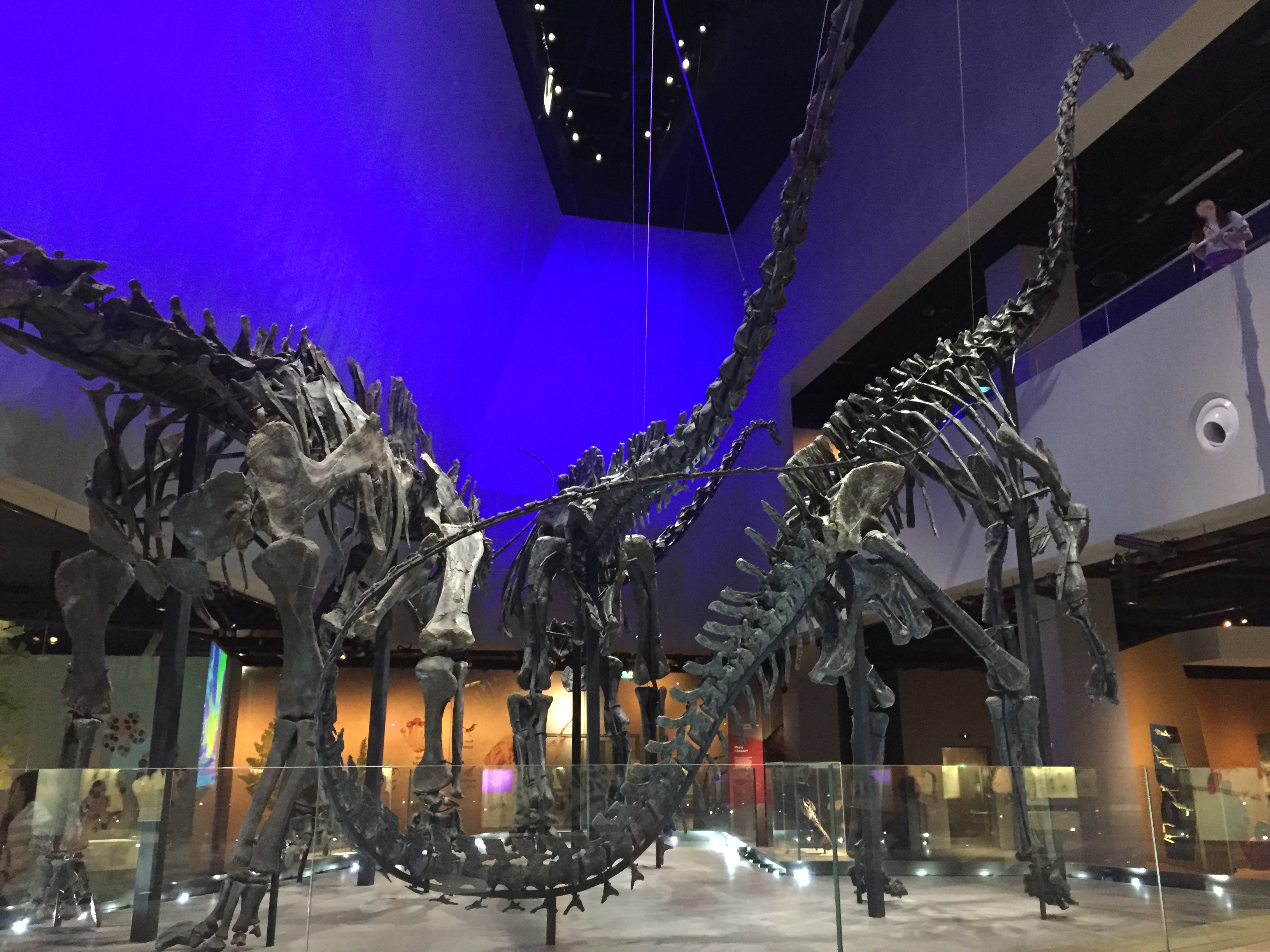
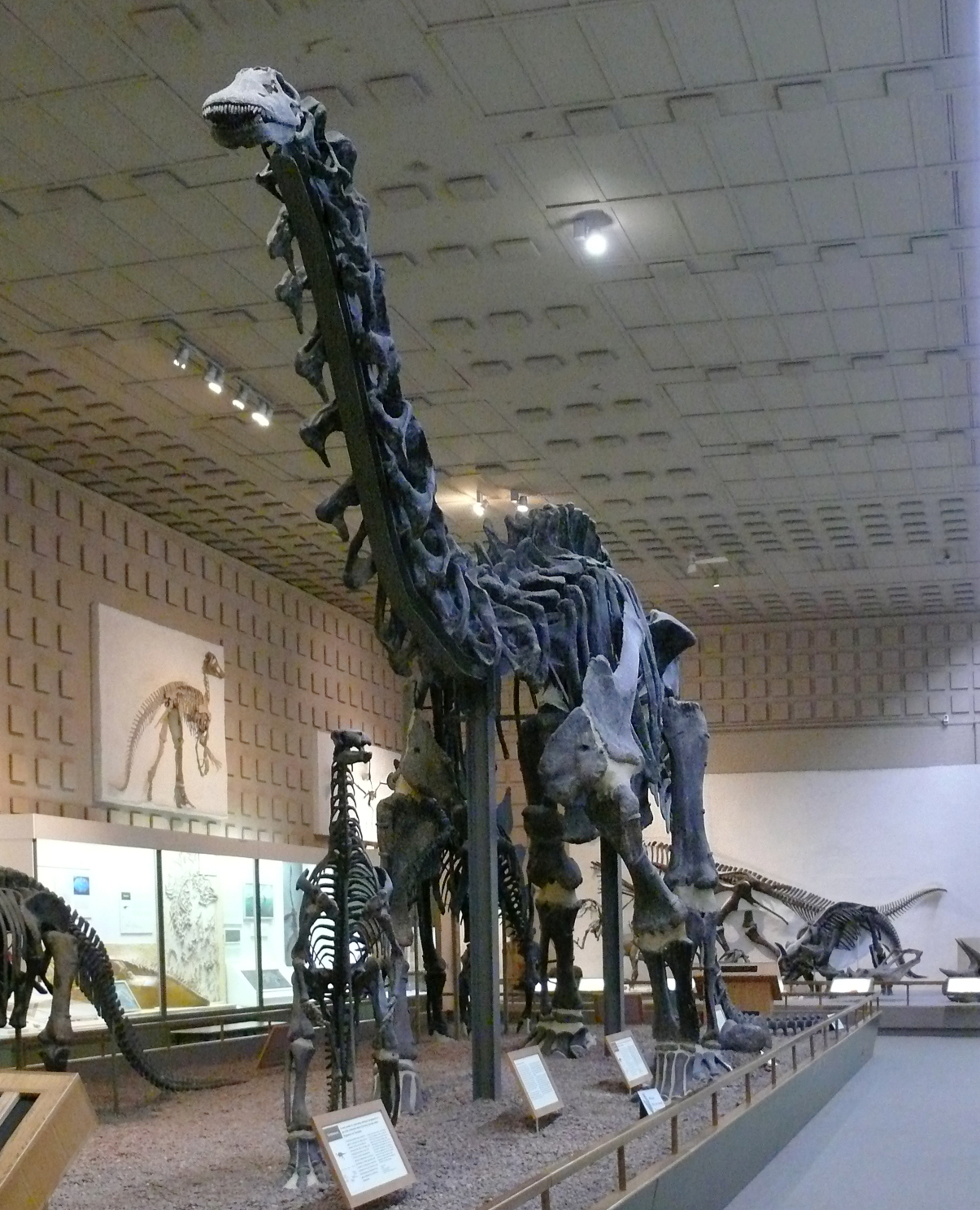
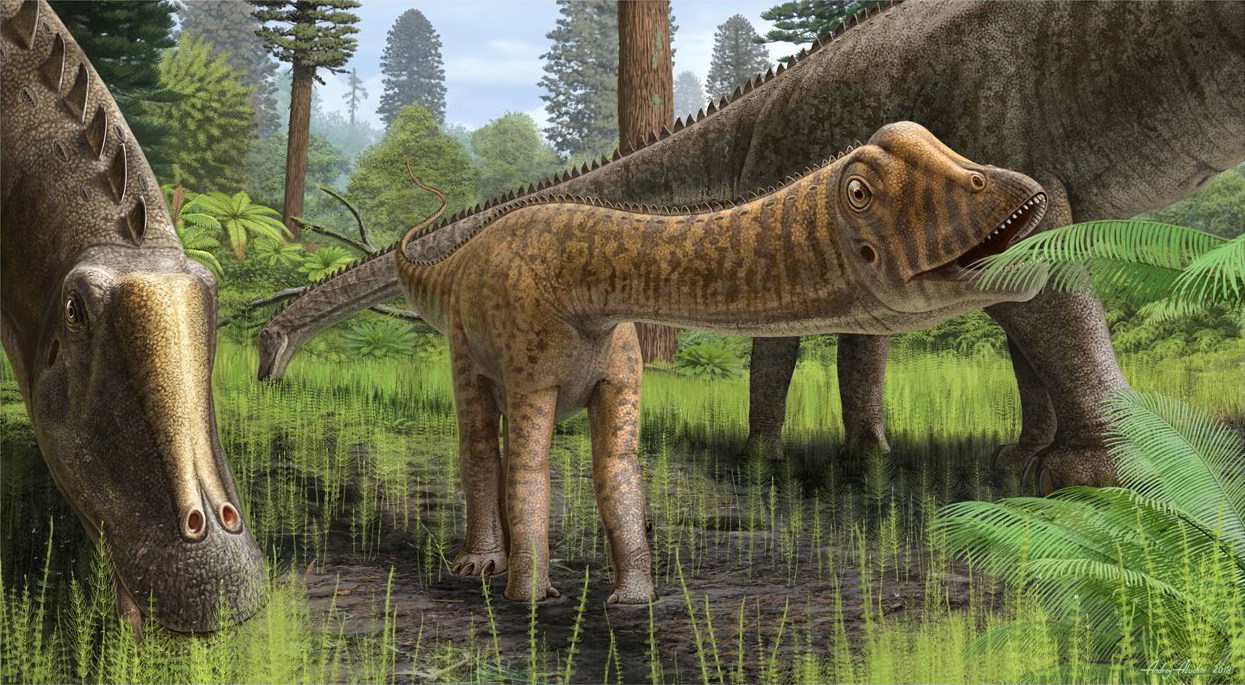